# أماندا والر
أماندا بليك والر معروفة كذلك باسم «الجدار» هي شخصية خيالية تظهر في الكتب الأمريكية الهزلية التي تنشرها دي سي كومكس، ظهرت الشخصية لأول مرة في قصص «الأساطير (legends)» المصورة في العدد الأول سنة 1986، وكانت من ابتكار جون اوستراندر، لين وين وجون بيرن. ظهرت الشخصية لأول مرة في 1986.تُعد أماندا خصم وحليف في بعض الأحيان للأبطال الخارقين في عالم دي سي.
اماندا والر ذات شخصية مزدوجة في عالم دي سي، إنها المسؤولة عن إدارة المهام المميتة التي تقوم بها الفرقة الإنتحارية وكذلك مختصة بالإشراف على البحوث في عن الناس ذوو القدرات الخارقة، مع إنها لا تملك قدرات خارقة هي نفسها. تتميز شخصيتها بكونها صارمة عديمة الرحمة، ولها مستوى رفيع في الحكومة، حيث تستخدم المكر ومعارفها السياسية، والتهديد المباشر للوصول لإهدافها، التي تكون عادة باسم أمن الدولة. كما يشيع ارتباط والر مع الوكالات الحكومية الخيالية «تشيك ميت» و «آرغوس».
في السنوات الآخرة تم عرض الشخصية في الرسوم المتحركة والأفلام، حيث قامت العديد من الممثلات بتمثيلها صوتيًا أو مرأيًا أمثال: كارول باوندر في مشاريع رسوم متحركة عديدة؛ بام غرير في مسلسل التمثيل الحي سمولفيل؛ أنجيلا باسيت في فيلم التمثيل الحي الفانوس الأخضر؛ شيرلي لي رالف في مسلسل الرسوم المتحركة شباب العدالة؛ سيينثيا أداي روبنسون في مسلسل التمثيل الحي السهم؛ إيفيت نيكول براون في المسلسل الكرتوني ثانوية سوبر غيرلز وفيولا ديفيز في أفلام عالم دي سي السينمائي الفرقة الإنتحارية والفرقة الإنتحارية (2021)، كذلك في مسلسل خدمة إتش بي أو ماكس صانع السلام.